# Asterix in Spanien
Asterix in Spanien (französischer Originaltitel: Astérix en Hispanie) ist der 14. Band der Asterix-Reihe. Er erschien im Jahr 1969 auf Französisch und 1973 auf Deutsch. Die Geschichte wurde von René Goscinny getextet und von Albert Uderzo gezeichnet.

## Handlung
Julius Caesar hat ganz Hispanien unter römische Herrschaft gebracht, nur ein kleines Dorf leistet noch Widerstand. Cäsar nimmt die Angelegenheit persönlich in die Hand und reitet mit einem General zum Dorf. In der Nähe des Dorfes treffen sie auf Pepe, den Sohn des Häuptlings, den sie gefangen nehmen. Cäsar zwingt den Häuptling des Dorfes zur Kooperation, da sonst seinem Sohn, den sie als Geisel mitnehmen, etwas zustoßen soll.
Pepe soll von römischen Soldaten unter Führung des Zenturios Bockschus nach Gallien ins Lager Babaorum gebracht werden, da die dortige Garnison nach Cäsars Einschätzung nichts zu tun hat. Kurz vor dem Eintreffen zwingt Pepe die Legionäre dazu, mit ihm im Wald Verstecken zu spielen, indem er droht, die Luft anzuhalten. Als er wegläuft, stößt er auf Asterix und Obelix, die gerade auf der Wildschweinjagd sind. Diese verprügeln die Legionäre und nehmen Pepe mit in ihr Dorf. Die Römer versuchen erfolglos, ihn zurückzubekommen. Daraufhin beschließen sie, von den Vorkommnissen keine Meldung nach Rom zu machen, und bewachen stattdessen das gallische Dorf, um sicherzugehen, dass der Junge es nicht wieder verlässt.
Nachdem Pepe sich durch sein Verhalten bei den Dorfbewohnern zunehmend unbeliebt gemacht hat, fühlt sich das Dorf moralisch dazu verpflichtet, ihn zu den Seinen zurückzubringen. Asterix und Obelix beschließen daher, Pepe nach Spanien zu seinem Heimatdorf zu begleiten. Sie können heimlich das gallische Dorf verlassen und lassen sich von Verleihnix in dessen Fischerboot bis zur hispanischen Grenze bringen. Auf der Reise stoßen sie auf die Piraten, die gerade dabei sind ein Fest zu begehen, wozu sie eine große Menge gepökelter Wildschweine an Bord haben, die die beiden Helden kurzerhand als Proviant mitnehmen. In Spanien passieren sie einen Bergpass und gelangen zur Stadt Pompaelo (Pamplona). Dort kehren sie in ein Wirtshaus ein, in dem sich zufällig auch der zuvor für die Geisel verantwortliche Römer Bockschus befindet. Als Bockschus erkennt, dass Pepe nicht mehr in Gallien, sondern auf dem Weg in sein Heimatdorf ist, versucht er alles, um den Jungen wieder gefangen zu nehmen. Dazu verkleidet er sich als Spanier, nennt sich Arrivederci y Roma und nimmt Asterix, Obelix und Pepe auf seinem Wagen mit, als diese eine Wagenradpanne haben. 
Als Bockschus während einer Rast des Nachts heimlich die Flasche mit dem Zaubertrank stehlen will, erwischt ihn Asterix dabei, woraufhin Bockschus flüchtet und von römischen Soldaten festgenommen wird. Auch Asterix wird festgenommen und beide müssen in der Arena gegen einen wilden Auerochsen kämpfen. Asterix gelingt es, das Tier mit Hilfe eines roten Tuches zu besiegen, das der Halbschwester von Caesars angeheirateter Cousine heruntergefallen ist. Asterix und Bockschus werden wegen ihres Mutes auf deren Wunsch begnadigt. In der Zwischenzeit sind Obelix und Pepe alleine zum Heimatdorf von Pepe gelangt. Asterix reist ihnen nach.
Asterix und Obelix haben ihre Mission erfüllt und Pepe wieder nach Hause gebracht, woraufhin sie wieder nach Gallien zurückkehren, wo ein Festmahl abgehalten wird. Obelix singt dabei, wie er es in Hispanien kennengelernt hat.

### Bezüge innerhalb der Reihe
In dieser Geschichte tauchen zum ersten Mal der Fischhändler Verleihnix und seine Frau Jellosubmarine auf.
Der obligatorische Dorfstreit, ausgelöst durch Verleihnix’ Fische, und Majestix’ Sturz von seinem Schild als Running Gags tauchen hier zum ersten Mal auf.
Pepe und sein Vater Costa y Bravo haben in Asterix auf Korsika nochmals einen Gastauftritt.

### Historisches
Die spanische Landschaft wird sehr karg dargestellt, etwa so, wie man sie heute kennt. Zu Zeiten Cäsars war die iberische Halbinsel allerdings noch von verhältnismäßig viel Waldfläche bedeckt. Die Spanier rodeten den spanischen Wald im Laufe der Jahrhunderte aufgrund ihres enormen Holzbedarfs im Schiffbau.
Die Schlacht von Munda fand 45 v. Chr. statt, also etwa ein Jahr vor Caesars Ermordung.
Gitanos gelangten erst im 15. Jahrhundert nach Spanien. Der Ausruf „Olé!“ ist ebenfalls anachronistisch, da er sich erst nach der arabischen Eroberung im 8. Jahrhundert einbürgerte.
Die Stelle, wo Asterix das rote Tuch vor den Stier hält, ist eine Anspielung auf die spanischen Stierkämpfe. Die ersten historisch belegten Stierkämpfe in Spanien fanden 815 in Asturien, im Norden Spaniens, statt, obwohl es nicht auszuschließen ist, dass es schon früher Stierkämpfe gab.

## Veröffentlichung
Die Geschichte wurde ab dem 22. Mai 1969 in den Pilote-Ausgaben 498–519 veröffentlicht. Die Erstauflage des Buches erfolgte 1969 bei Dargaud als Band 14 der Reihe. Zum Vorabdruck in Deutschland erschien die Geschichte im Jahr 1970 in der Zeitschrift MV-Comix in den Heften 8–18. Die deutsche Erstauflage des Buches war textlich leicht modifiziert und erschien 1973. 
Der Band erschien unter anderem auch auf Englisch, Spanisch, Polnisch und Türkisch.